# Edward E. Cohen
Edward E. Cohen (geboren 1939) ist ein US-amerikanischer Wirtschaftshistoriker der Antike.

## Leben
Edward E. Cohen studierte zunächst an der University of Pennsylvania und machte 1959 einen A.B., weiter an der Princeton University, wo er nach einem A.M. im Jahr 1961 im Jahr 1962 in Alter Geschichte promoviert wurde. Er erhielt außerdem 1965 einen Juris Doctor an der Law School der University of Pennsylvania. 
Cohen arbeitete als Manager in Unternehmen der Energiewirtschaft, im Immobiliensektor und Bankenwesen. Als Rechtsanwalt war er im Staat Pennsylvania und im District of Columbia zugelassen. Seit 1995 ist Cohen Adjunct Professor an der University of Pennsylvania.

## Werk
Cohen forschte und publizierte zur Wirtschaftsgeschichte des antiken Griechenlands und des Römischen Reichs. In seiner Studie zum Bankwesen Athens im vierten vorchristlichen Jahrhundert (1992) zeigte er die oft unterschätzte oder durch moderne Vorstellungen über das Bankwesen verzerrte Rolle der Banken (trapezai) in Athen auf, die in Ermangelung eines Gesellschaftsrechts nicht als Institutionen, sondern – auch zum Zweck der Steuervermeidung – in Form höchst diskreter Beziehungen zwischen Privatpersonen betrieben wurden, war doch der Kreditbedarf immens, insbesondere im Risikogeschäft der Schiffsfinanzierung.
Im Werk über die Prostitution im antiken Athen (2015) befasst er sich mit der Prostitution als legalem Gelderwerb, der von Freien ausgeübt werden konnte, ohne dass diese ihre Zugehörigkeit zur Gemeinschaft der Politen verloren hätten. Auch die Assoziation mit der Göttin Aphrodite verschaffte der Prostitution eine gewisse Legitimation.
In Roman Inequality (2023) analysierte er die Rolle von unternehmerisch tätigen Frauen und Sklaven. Er zeigte, dass eine kleine Elite von gebildeten Sklaven wesentlich vermögender war als die große Masse der freien Bürger und frei über ihr Eigentum verfügen konnten, was nach dem römischen Rechtsinstitut des Peculium eigentlich nicht möglich war. Das Rechtsdogma musste daher durch juristische Fiktionen mit der ökonomischen Realität versöhnt werden.

## Ehrungen
- Erdöl- und Gasmanager des Jahres (2011) durch den Fachverlag „Hart Energy“
- Ehrendoktorwürde der Pantion-Universität Athen (2016)

## Schriften (Auswahl)
- Ancient Athenian Maritime Courts. Princeton University Press, Princeton 1973
- Athenian economy and society: A banking perspective. NJ: Princeton University Press, Princeton 1992
- The Athenian Nation. Princeton University Press, Princeton 2000
- Paul Cartlege, Edward E. Cohen, Lin Foxhall: Money, labour and land. Approaches to the economies of ancient Greece. Routledge, New York 2011
- Athenian Prostitution: The Business of Sex. Oxford, 2015
- Roman Inequality: Affluent Slaves, Businesswomen, Legal Fictions. Oxford University Press, Oxford 2023